# 萬景忻
萬景忻，五代十国时南漢官员、將領。
萬景忻年少時即以驍勇聞名，高祖劉龑即位師提拔為牙校。大有年間，他跟隨劉龑出征，累積功勳至指揮使。殤帝劉玢繼位，張遇賢在正州起兵搶掠，越王劉弘昌、循王劉弘杲共同討伐張遇賢但被圍困，萬景忻和陳道庠奮戰殺出重圍，帶領二王離開。應乾時，他又出兵循州攻打張遇賢，收復該處，亦因此獲得褒獎。之後萬景忻在史書中失去記載。